# Pilzno (gromada)
Pilzno – dawna gromada, czyli najmniejsza jednostka podziału terytorialnego Polskiej Rzeczypospolitej Ludowej w latach 1954–1972.
Gromady, z gromadzkimi radami narodowymi (GRN) jako organami władzy najniższego stopnia na wsi, funkcjonowały od reformy reorganizującej administrację wiejską przeprowadzonej jesienią 1954 do momentu ich zniesienia z dniem 1 stycznia 1973, tym samym wypierając organizację gminną w latach 1954–1972.
Gromadę Pilzno z siedzibą GRN w mieście Pilźnie (nie wchodzącym w jej skład) utworzono 31 grudnia 1961 w powiecie dębickim w woj. rzeszowskim. W jej skład weszły wsie Machowa i Podlesie ze zniesionej gromady Machowa oraz wieś Lipiny ze zniesionej gromady Lipiny w tymże powiecie.
Gromada przetrwała do końca 1972 roku, czyli do kolejnej reformy gminnej. 1 stycznia 1973 w powiecie rzeszowskim reaktywowano zniesioną w 1954 roku gminę Pilzno.